# Tulák (postava)
Tulák (anglicky The Tramp [ðə træmp]) je typická postava Charlieho Chaplina, objevující se v mnoha filmech, které tento herec a režisér vytvořil. Poprvé se tak stalo ve filmu Chaplin v zábavním parku z roku 1914. Posledním filmem, ve kterém postava Tuláka vystupuje, je Moderní doba z roku 1936. Je to zároveň poslední němý film Charlieho Chaplina.

## Charakteristika
Typickými rysy Tulákova vzhledu jsou plandavé kalhoty, těsné sako, pod nímž nosí vestu a košili s kravatou, příliš velké boty, buřinka a malý knírek pod nosem.
Tulák se většinou pohybuje poněkud vrávoravým krokem a jeho chování často působí dětinsky, ale jinak jde o dobrosrdečného chlapíka, který se protlouká životem v chudobě a ve většině filmů i bez stálého domova. Přestože se přechodně nachází na okraji společnosti, tak si zachovává ve svém vystupování jistou dávku důstojnosti. Na živobytí si povětšinou vydělává příležitostnými pracemi, ale občas používá různé vychytralé triky na obalamucení ostatních, a pak je často donucen dát se na útěk před policisty či jinými autoritami.

## Historie
V roce 1914 zahájil Chaplin svou hereckou kariéru v krátkometrážním snímku Chaplin si vydělává na živobytí, ale až jeho druhé herecké vystoupení ve filmu Chaplin v zábavním parku zrodilo postavu Tuláka, i když zatím jen svým oblečením.
Až ve filmech Chaplin tulákem a Chaplin bankovním sluhou z roku 1915 byl vytvořen charakter postavy s typickými vlastnostmi, který zůstal v mírných obdobách zachován i v pozdějších snímcích.
Chtěl jsem, aby všechno bylo v protikladu: kalhoty plandavé a sako těsné, buřinka malá a boty velké… Usoudil jsem, že malý knírek pod nosem mi přidá na věku, ale zároveň nezakryje výraz ve tváři. O povaze jsem zprvu neměl ani ponětí, ale jakmile jsem se oblékl a nalíčil, tak jakoby se něco zlomilo a já jsem byl on. Začal jsem ho znát a ve chvíli, kdy jsem vstoupil na scénu, tak bylo jeho zrození úplné.
Charlie Chaplin

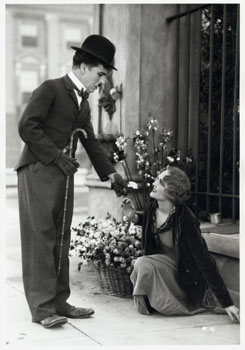
Tulák a slepá dívka ve filmu Světla velkoměsta

Tulák byl hlavním hrdinou mnoha krátkometrážních snímků a objevil se i ve slavných Chaplinových celovečerních filmech ve 20. a 30. letech 20. století. Byl úzce spjat s érou němého filmu, a když se koncem 20. let začal dostávat do popředí film zvukový, tak Chaplin odmítal přizpůsobit se tomuto novému trendu a nechat Tuláka promluvit. Jedním z důvodů byl i Chaplinův silný britský akcent, který příliš nekorespondoval se skutečností, že Tulák byl všeobecně považován za Američana.
Naposledy se Tulák objevil ve filmu Moderní doba z roku 1936. V závěrečném záběru kráčí po silnici vstříc vzdálenému horizontu, což symbolizuje Chaplinovo rozloučení s touto postavou, která ho provázela více než 20 let.
Po Moderní době následoval snímek Diktátor, který byl již plně zvukový. Chaplin, který ztvárnil dvojroli diktátora a židovského holiče, kategoricky odmítal názory, že postava holiče je vlastně Tulák, ačkoli mu ponechal charakteristický malý knírek a v jedné scéně i těsné sako.
V roce 1959 v rozhovoru pro tisk k opuštění postavy Tuláka Chaplin uvedl: „Byla to chyba, že jsem ho zabil. I v atomovém věku by pro toho malého chlápka bylo místo…“